# Jan Vulfing z Ostrova
Jan z Ostrova (nesprávně, ale často označovaný jako Jan Vulfing z Ostrova, německy Johann Wulfing von Schlackenwerth, či Johannes Wülfing von Schlackenwerth (13. století? Ostrov – 26. dubna 1324 Freising) byl biskup brixenský a pozdější kníže-biskup bamberský a freisinský.

## Biskup brixenský a bamberský
Jan pocházel z Ostrova u Karlových Varů v západních Čechách. Byl vlastníkem četných obročí v Praze, Olomouci, Krakově a Míšni. Zda byl urozeného původu, či zda předložka „z“ („von“) pouze odkazuje k místu jeho původu, není dodnes zcela jasné. Historička Kateřina Charvátová se kloní k jeho měšťanskému původu. Měl univerzitní vzdělání v oboru práv, které mohl získat na univerzitách v Padově, Bologni nebo Paříži.
V letech 1300-1305 je doložen ve službách jako kaplan a notář krále Václava II. Patrně nedlouho po sňatku Jindřicha Korutanského a Anny Přemyslovny byl Jan snad na přímluvu královny zvolen za biskupa brixenského.
Na sklonku života se stal krátce kníže-biskupem bamberským (1322-1323) a freisinským (1323-1324).
| Předchůdce: Jan Sax von Saxenau | Znak z doby nástupu | kníže-biskup brixenský 1306–1322 | Znak z doby konce vlády | Nástupce: Oldřich ze Schlüsselbergu |

| Předchůdce: Oldřich ze Schlüsselbergu | Znak z doby nástupu | kníže-biskup bamberský 1322–1323 | Znak z doby konce vlády | Nástupce: Jindřich II. ze Šternberka |

| Předchůdce: Konrád III. Vyslanec | Znak z doby nástupu | kníže-biskup freisinský 1323–1324 | Znak z doby konce vlády | Nástupce: Konrád IV. z Klingenbergu |